# Temnitztal
Temnitztal est une commune allemande de l'arrondissement de Prignitz-de-l'Est-Ruppin, Land de Brandebourg.

## Géographie
La commune se situe dans la vallée de la Temnitz.
Elle comprend les quartiers de Garz, Kerzlin, Küdow-Lüchfeld, Rohrlack, Vichel et Wildberg.
|                    | Märkisch Linden | Dabergotz  |
| Wusterhausen/Dosse | Temnitztal      | Neuruppin  |
|                    |                 | Fehrbellin |

Temnitztal se trouve sur la Bundesstraße 167 et la ligne de Neustadt à Herzberg.

## Histoire
Temnitztal est créée le 30 décembre 1997 à la suite de la fusion volontaire des municipalités précédemment indépendantes Kerzlin, Küdow-Lüchfeld, Rohrlack, Vichel et Wildberg. Garz est incorporé le 26 octobre 2003 à Temnitztal.
Garz est mentionné pour la première fois en 1390 pour son château. Du XVe siècle à 1945, il est la propriété de la maison de Quast.
Au Moyen Âge, Wildberg est une petite ville sur la route commerciale de Berlin à Hambourg. Pendant la guerre de Trente Ans, en 1638, Wildberg est complètement détruit par le général impérial Matthias Gallas.

## Personnalités liées à la commune
- Adam von Pfuel (1604-1659), général pour le Danemark et la Suède

## Source, notes et références
- (de) Cet article est partiellement ou en totalité issu de l’article de Wikipédia en allemand intitulé « Temnitztal » (voir la liste des auteurs).